# Carnien
Stratigraphie
Ladinien Norien
Trias moyen
Le Carnien est le premier étage stratigraphique du Trias supérieur. Il est situé entre 237 Ma et 227 Ma environ. Il est précédé par le Ladinien (~242 – ~237 Ma), dernier étage du Trias moyen et suivi par le Norien (~227 - ~208,5 Ma), deuxième étage stratigraphique du Trias supérieur,.

## Stratigraphie
| Système                                            | Série     | Étage         | Age (Ma)    |
| -------------------------------------------------- | --------- | ------------- | ----------- |
| Jurassique                                         | Inférieur | Hettangien    | plus récent |
| Trias                                              | Supérieur | Rhétien       | 201.3–208.5 |
| Trias                                              | Supérieur | Norien        | 208.5–~228  |
| Trias                                              | Supérieur | Carnien       | ~228–~235   |
| Trias                                              | Moyen     | Ladinien      | ~235–~242   |
| Trias                                              | Moyen     | Anisien       | ~242–247.2  |
| Trias                                              | Inférieur | Olénékien     | 247.2–251.2 |
| Trias                                              | Inférieur | Indusien      | 251.2–252.2 |
| Permien                                            | Lopingien | Changhsingien | plus ancien |
| Subdivision du Trias selon l'IUGS, (Juillet 2012). |           |               |             |

Le Carnien a été pour la première fois défini en 1869 par le géologue Edmund Moïssissovics. On a un doute sur l'origine du nom qui provient soit du land autrichien de Carinthie (en allemand Kärnten), soit des Alpes carniques.
Le début du Carnien est défini comme lié à l'apparition de l'espèce d'ammonite Daxatina canadensis. Le profil de référence mondial est situé à Stuores-Wiesen près de Badia dans le Val Badia dans la région du Tyrol du Sud, en Italie (46° 31′ 37″ N, 11° 55′ 49″ E),.
La fin du Carnien (le début du Norien) est l'apparition des biozones d'ammonites Klamathites macrolobatus ou Stikinoceras Kerri et de conodontes Metapolygnathus communisti ou Metapolygnathus primitius.

### Subdivisions
L'étage Carnien est subdivisé en deux ou trois sous-étages régionaux selon les auteurs. Edmund Moïssissovics a subdivisé le Carnien en trois sous-étages, du plus ancien au plus récent : Cordevolien, Julien et Tuvalien. Ces subdivisions sont encore utilisées. D'autres auteurs subdivisent le Carnien en deux : le Julien (Carnien inférieur) et Tuvalien (Carnien supérieur).

## Paléogéographie
La paléogéographie du Carnien était fondamentalement la même que celle du reste du Trias. La plupart des continents étaient fusionnés pour former le supercontinent Pangée, et il y avait un seul océan mondial, Panthalassa. Cet océan mondial avait un bras occidental, appelé Paléotéthys, au niveau des latitudes tropicales. Les sédiments du Paléotéthys se retrouvent dans le sud-est de l'Europe, au Moyen-Orient, dans l'Himalaya, et jusque sur l'île de Timor.
Cette partition unique terre-mer a conduit à un climat de « méga-mousson », un régime de mousson plus important que celui retrouvé actuellement.

## Climat
Comme pendant la plus grande partie du Mésozoïque, il n'y avait pas à cette époque de calotte glaciaire sur Terre. Le climat était principalement aride sous les tropiques, mais un épisode de climat tropical humide est retrouvé au moins dans le Paléotéthys. Cet événement climatique encore mal connu, appelé « épisode pluvial du Carnien », est daté de 232 millions d'années. Il a duré un million d'années. La nature de cet événement a été discutée, mais il a acquis une plus grande crédibilité depuis que des preuves géochimiques et stratigraphiques d'un lien entre ce changement climatique et les éruptions de basalte de Wrangellia, grande province ignée dans l'actuel Canada, ont été fournies en 2012.  Certains scientifiques considéraient auparavant qu'il s'agissait seulement d'un artefact, dû à la migration des continents de la zone téthysienne vers la ceinture climatique équatoriale. Selon cette hypothèse, le changement apparent de climat d'aride à humide, puis retour à un climat aride témoigne simplement que le continent a remonté des régions tropicales de l'hémisphère sud vers l'équateur puis vers les latitudes tropicales nord.

## Vie
Dans le domaine marin, le Carnien a vu les premières occurrences abondantes du nanoplancton calcaire, un groupe morphologique contenant les Coccosphaerales.

### Invertébrés
On connait seulement quelques invertébrés typiques et caractéristiques du Carnien. Parmi les mollusques, les ammonites du genre Trachyceras ne se trouvent qu'au début du Carnien (c'est-à-dire au Julien dans la subdivision en deux sous-étages du Carnien). La famille des Tropitidae et le genre Tropites apparaissent au début du Tuvalien, le deuxième sous-étage du Carnien. Les bivalves du genre Halobia, un habitant des bas fonds marins, se différencie du genre Daonella au début de cet étage. Les récifs coralliens de Scleractinia, c'est-à-dire les récifs de coraux de type actuel, sont devenus relativement courants pour la première fois au Carnien.

### Vertébrés
Les archosauriens, apparus durant l'Anisien (environ 243 Ma) sont devenus très abondants dans les écosystèmes du Trias supérieur. Ils se sont diversifiés en deux lignées principales, la lignée des crurotarsiens, évoluant dans des groupes tels que les phytosaures, rhynchosaures, aetosaures et rauisuchiens, et la lignée des ornithodiriens (Avemetatarsalia), regroupant notamment les ptérosaures et les dinosaures.
Les restes fossiles reconnus de manière indiscutable par la communauté scientifique comme étant ceux de dinosaures, proviennent du Carnien (vers 230 Ma).[pas clair]
Ces dinosaures primitifs ont été découverts dans les formations géologiques d'Ischigualasto du nord-ouest de l'Argentine et de Santa Maria, affleurant dans le sud du Brésil,. D'autres restes possibles de dinosaures ont été retrouvés dans la Formation de Maleri inférieure (fin Carnien - début Norien), en Inde, et dans la Formation de Pebbly Arkose, au Zimbabwe. Au Carnien, ces régions se trouvaient dans le sud-ouest et sud de la Pangée, suggérant l'hypothèse, en absence d'autres sites connus de découvertes, que cette partie du paléocontinent pourrait être le lieu d'apparition des premiers dinosaures. Ces derniers se sont ensuite diversifiés et se sont répandus dans la Pangée durant la fin du Trias. 
De nombreux autres vertébrés du Carnien ont été retrouvés dans les dépôts de la Formation de Santa Maria, dans l'état brésilien de Rio Grande do Sul, et ceux de la Formation d'Ischigualasto, située dans le parc provincial d'Ischigualasto en Argentine.
Les thérapsides, qui comprennent les ancêtres des mammifères, ont diminué en taille et en diversité, et resteront relativement réduits jusqu'à l'extinction des dinosaures.
Les conodontes étaient présents dans les sédiments marins du Trias. Paragondolella polygnathiformis est apparu au début du Carnien et en est peut-être l'espèce la plus caractéristique. Une liste partielle des vertébrés du Carnien est donnée ci-dessous.

#### † Temnospondyles
| Temnospondyles du Carnien | Temnospondyles du Carnien | Temnospondyles du Carnien                               | Temnospondyles du Carnien | Temnospondyles du Carnien |
| Taxon                     | Présence                  | Lieu                                                    | Description               | Images                    |
| ------------------------- | ------------------------- | ------------------------------------------------------- | ------------------------- | ------------------------- |
| - Cyclotosaurus           |                           | Formation de Stuttgart, Allemagne. Drawno Beds, Pologne |                           |                           |
| - Deltasaurus             |                           | Australie                                               |                           |                           |
| - Metoposaurus            |                           | Europe et Amérique du Nord                              |                           |                           |

#### † Ichthyosaures
Dans les mers, les ichthyosaures, ordre de vertébrés diapsides apparus au début du Trias, sont notamment représentés par la famille des Shastasauridae, dont certains genres, tel Shonisaurus, atteignent des dimensions gigantesques,. Son proche parent Shastasaurus a été retrouvé dans le Calcaire d'Hosselkus en Californie et la Formation de Xiaowa en Chine,. Au Carnien, ce groupe contient également la famille Californosauridae, connue par le genre Californosaurus, retrouvé en Californie dans le Calcaire d'Hosselkus,. La famille Toretocnemidae est représentée par Qianichthyosaurus provenant de la Formation Xiaowa et Toretocnemus, découvert au Mexique, dans la Formation d'Antimonio.

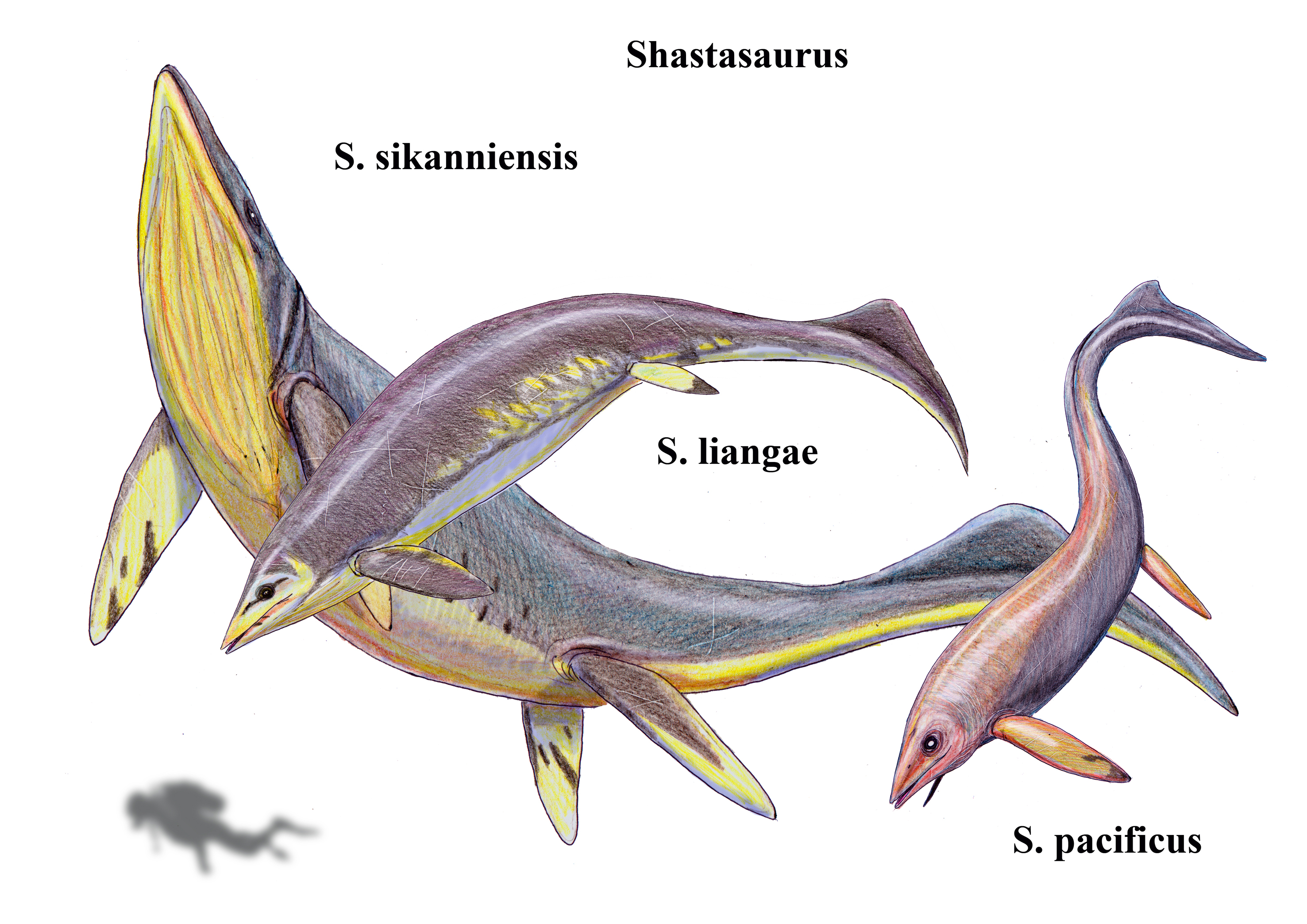
Shastasaurus
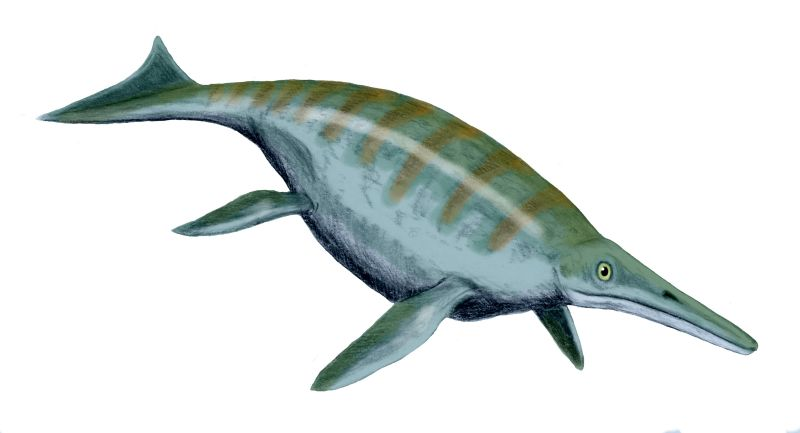
Shonisaurus
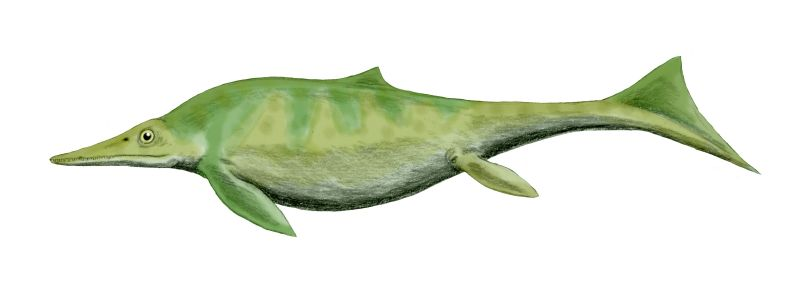
Californosaurus

#### † Archosauromorphes (non-archosauriens)
| Archosauromorphes non-archosauriens du Carnien | Archosauromorphes non-archosauriens du Carnien | Archosauromorphes non-archosauriens du Carnien                                                  | Archosauromorphes non-archosauriens du Carnien | Archosauromorphes non-archosauriens du Carnien |
| Taxon                                          | Présence                                       | Lieu                                                                                            | Description                                    | Images                                         |
| ---------------------------------------------- | ---------------------------------------------- | ----------------------------------------------------------------------------------------------- | ---------------------------------------------- | ---------------------------------------------- |
| - Hyperodapedon                                |                                                | Argentine, Brésil, Inde, Écosse, Canada (Terre-Neuve), États-Unis (Wyoming), Tanzanie, Zimbabwe |                                                |                                                |
| - Trilophosaurus                               |                                                |                                                                                                 |                                                |                                                |

#### † Crurotarsiens (non-crocodylomorphes)
| † Crurotarsiens non-crocodylomorphes du Carnien | † Crurotarsiens non-crocodylomorphes du Carnien | † Crurotarsiens non-crocodylomorphes du Carnien                          | † Crurotarsiens non-crocodylomorphes du Carnien | † Crurotarsiens non-crocodylomorphes du Carnien |
| Taxon                                           | Présence                                        | Lieu                                                                     | Description                                     | Images                                          |
| ----------------------------------------------- | ----------------------------------------------- | ------------------------------------------------------------------------ | ----------------------------------------------- | ----------------------------------------------- |
| - Desmatosuchus                                 |                                                 |                                                                          |                                                 |                                                 |
| - Doswellia                                     |                                                 | Formation de Falling Creek, Virginie. Formation de Cooper Canyon, Texas. |                                                 |                                                 |
| - Ornithosuchus                                 |                                                 | Grès de Lossiemouth, Écosse.                                             |                                                 |                                                 |
| - Paleorhinus                                   |                                                 | Allemagne, États-Unis.                                                   |                                                 |                                                 |
| - Postosuchus                                   |                                                 |                                                                          |                                                 |                                                 |
| - Rutiodon                                      |                                                 |                                                                          |                                                 |                                                 |
| - Saurosuchus                                   |                                                 | Formation d'Ischigualasto, Argentine                                     |                                                 |                                                 |
| - Stagonolepis                                  |                                                 |                                                                          |                                                 |                                                 |

#### Crocodylomorphes
| Crocodylomorphes du Carnien | Crocodylomorphes du Carnien | Crocodylomorphes du Carnien                     | Crocodylomorphes du Carnien | Crocodylomorphes du Carnien |
| Taxon                       | Présence                    | Lieu                                            | Description                 | Images                      |
| --------------------------- | --------------------------- | ----------------------------------------------- | --------------------------- | --------------------------- |
| - Carnufex                  |                             | Formation de Pekin, Caroline du Nord            |                             |                             |
| - Hesperosuchus             |                             | Formation de Chinle, Arizona et Nouveau-Mexique |                             |                             |

#### † Ornithodira non-dinosauriens
| †Ornithodira du Carnien | †Ornithodira du Carnien                                                        | †Ornithodira du Carnien           | †Ornithodira du Carnien | †Ornithodira du Carnien |
| Taxon                   | Présence                                                                       | Lieu                              | Description             | Images                  |
| ----------------------- | ------------------------------------------------------------------------------ | --------------------------------- | ----------------------- | ----------------------- |
| - Silesaurus.           |                                                                                | Silésie, Pologne                  |                         |                         |
| - Sacisaurus            | Formation de Caturrita, considérée désormais comme datée du Norien inférieur,. | Agudo (Rio Grande do Sul), Brésil |                         |                         |

#### Dinosaures
La Formation d'Ischigualasto est considérée comme ayant livré les plus vieilles espèces connues de dinosaures,. Les genres Eoraptor, dont la classification reste disputée, Herrerasaurus,, Panphagia et Sanjuansaurus
ont été découverts dans les strates les plus anciennes contenant des restes de dinosaures. Chromogisaurus et Eodromaeus, proviennent également de couches géologiques de cette formation datées de la fin du Carnien. Le petit ornithischien bipède Pisanosaurus d'environ un mètre de long, peut-être herbivore, a été retrouvé dans une position stratigraphique dont l'âge est discuté (Carnien ou Norien),.

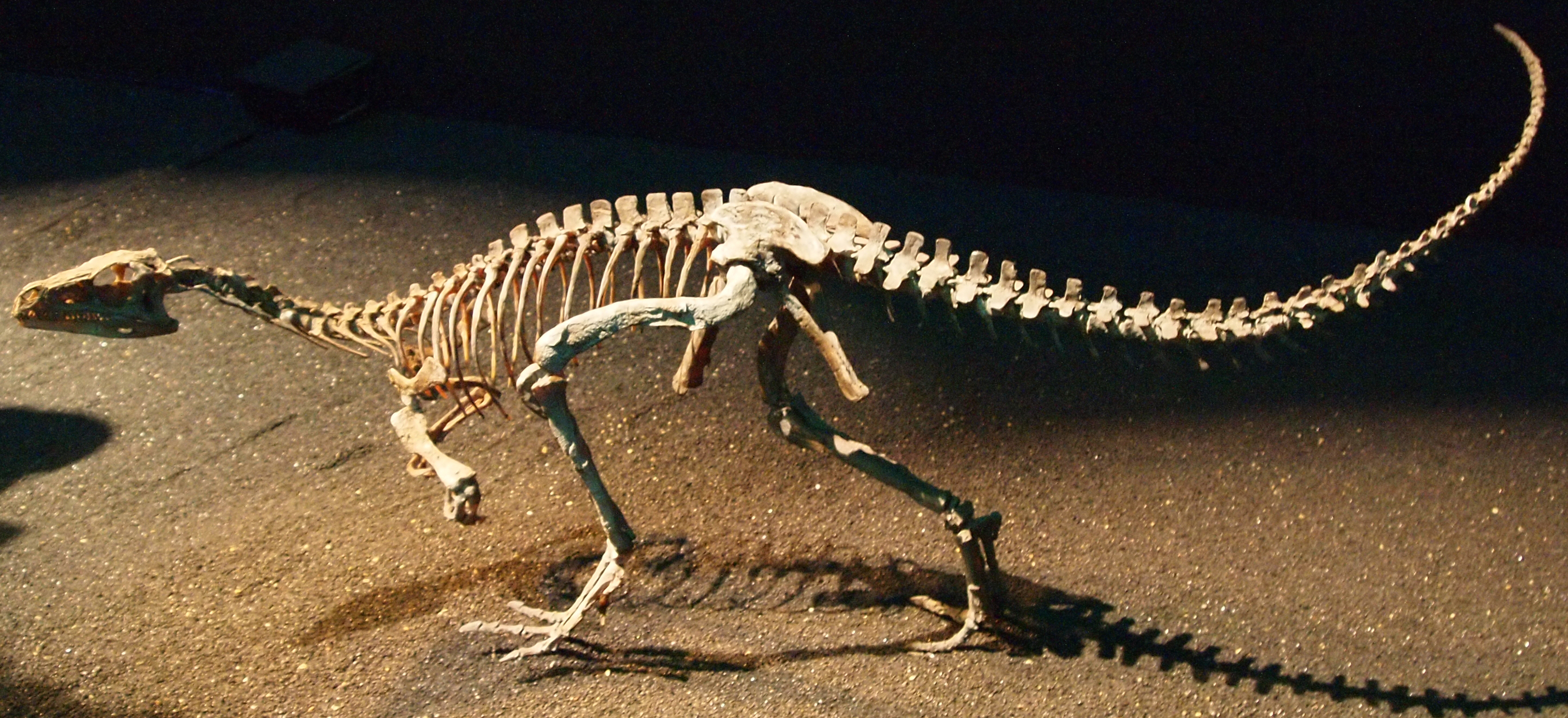
Eoraptor
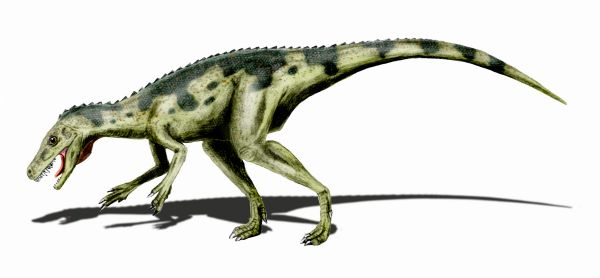
Herrerasaurus
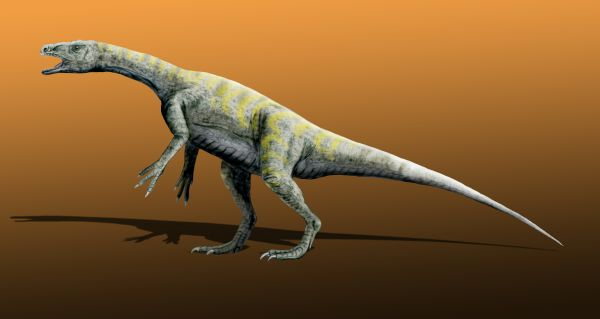
Panphagia
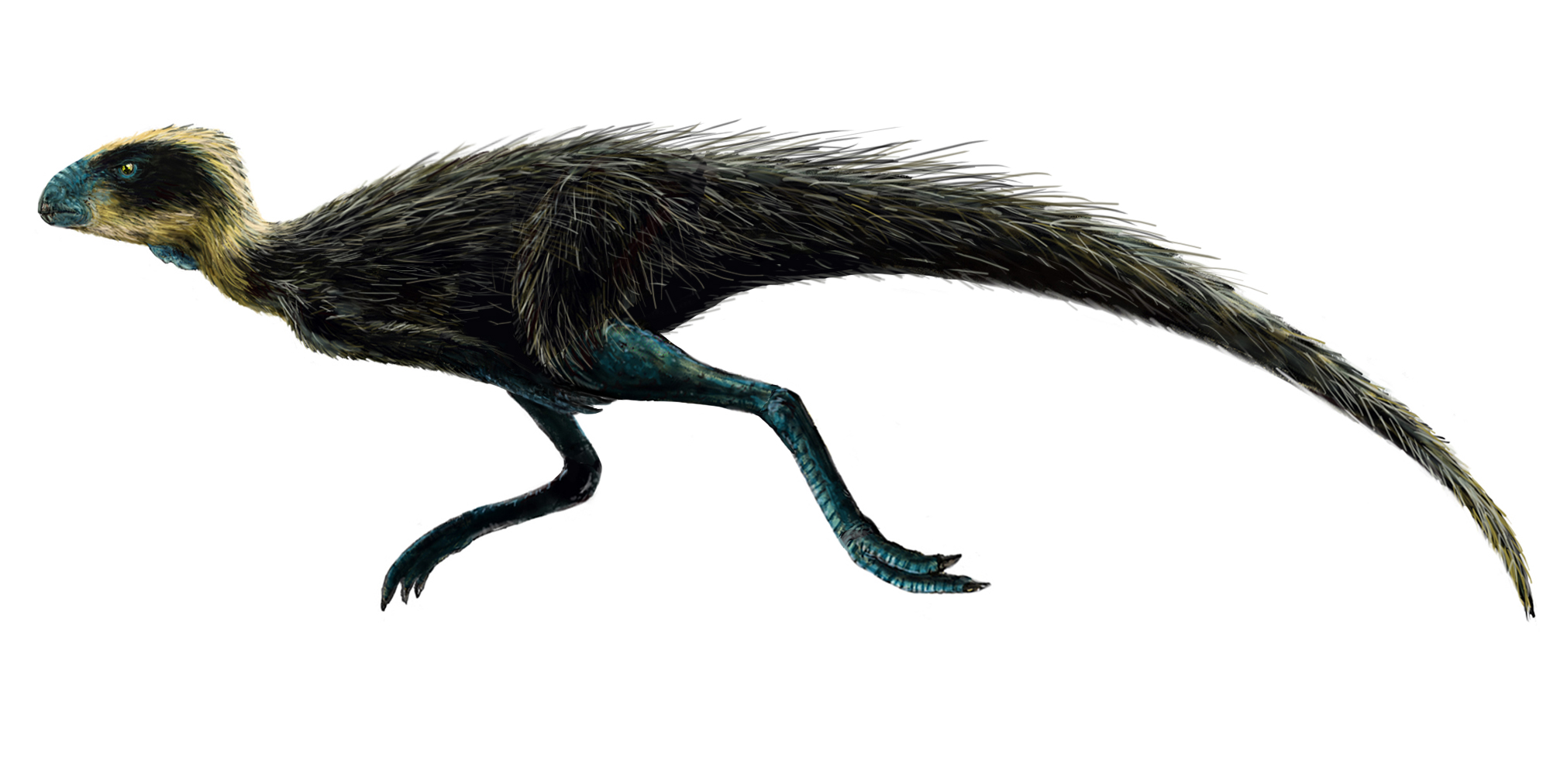
Pisanosaurus

Quatre genres de dinosaures, Saturnalia, sauropodomorphe basal d'une longueur de 1,5 mètre, ses parents Pampadromaeus et Buriolestes, et Staurikosaurus, membre de la famille des herrérasauridés, ont été identifiés dans la Formation de Santa Maria. Le genre Teyuwasu découvert dans cette même formation est considéré comme nomen dubium.

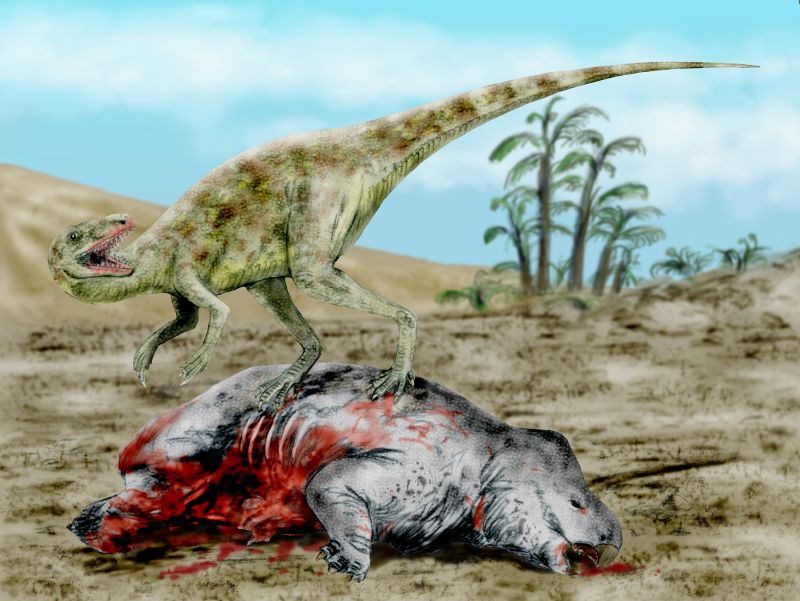
Staurikosaurus

#### † Thérapsides (non-mammalien)
| †Thérapsides non-mammaliens du Carnien | †Thérapsides non-mammaliens du Carnien | †Thérapsides non-mammaliens du Carnien                                                         | †Thérapsides non-mammaliens du Carnien | †Thérapsides non-mammaliens du Carnien |
| Taxon                                  | Présence                               | Lieu                                                                                           | Description                            | Images                                 |
| -------------------------------------- | -------------------------------------- | ---------------------------------------------------------------------------------------------- | -------------------------------------- | -------------------------------------- |
| - Exaeretodon                          |                                        | Formation de Santa Maria, Brésil. Formation d'Ischigualasto, Argentine. Formation Maleri, Inde |                                        |                                        |
| - Placerias                            |                                        |                                                                                                |                                        |                                        |

#### Mammaliaformes
| Mammaliaformes du Carnien | Mammaliaformes du Carnien | Mammaliaformes du Carnien            | Mammaliaformes du Carnien                                                                                | Mammaliaformes du Carnien |
| Taxon                     | Présence                  | Lieu                                 | Description                                                                                              | Images                    |
| ------------------------- | ------------------------- | ------------------------------------ | --- | ------------------------- |
| - Adelobasileus           |                           | Tecovas formation, Texas, États-Unis | Pourrait être l'ancêtre commun de tous les mammifères modernes ou un proche parent de cet ancêtre commun |                           |

#### † Thalattosauriens
| Thalattosauriens du Carnien | Thalattosauriens du Carnien | Thalattosauriens du Carnien         | Thalattosauriens du Carnien                                         | Thalattosauriens du Carnien |
| Taxon                       | Présence                    | Lieu                                | Description                                                         | Images                      |
| --------------------------- | --------------------------- | ----------------------------------- | ------------------------------------------------------------------- | --------------------------- |
| - Miodentosaurus            |                             | Formation de Falang, Guizhou, Chine | Un thalattosaurien relativement grand, de plus de 4 mètres de long. |                             |